# Клибанарии

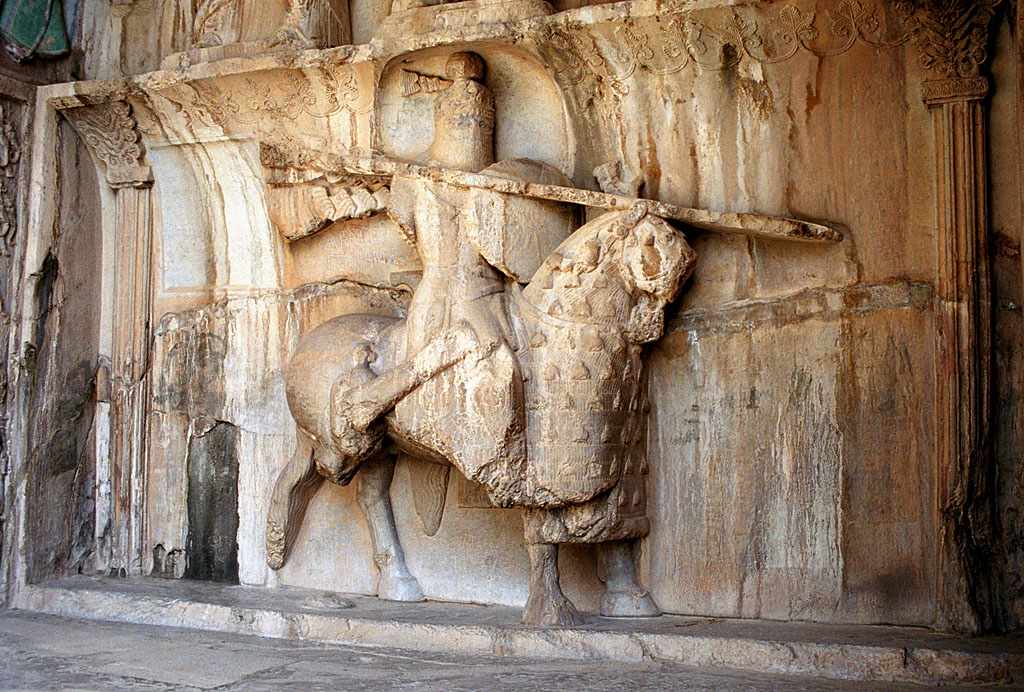
Горельеф, изображающий тяжеловооружённого всадника эпохи Сасанидов (Так-е Бостан)

Клибана́рии (лат. clibanarii) — персидская тяжелобронированная ударная кавалерия ближнего (и дальнего боя). Позже аналогичные формирования были созданы в Поздней Римской империи и Византии.

## Этимология
Существуют различные теории происхождения этого слова. Согласно одной из них от греческого слова «клибанос» (греч. κλίβανος) — «металлическая печь» образовано слово «клибанарий» (греч. κλιβανοφόροι), что значит «носитель металлической печи». Таким образом в названии, вероятно, отражены тяготы, испытываемые всадником, вынужденным сражаться в тяжёлых доспехах под палящим солнцем.
Есть и альтернативная теория, по которой название выводится из персидского слова griwbanwar или griva-pana-bara, что можно перевести как «носящий броню на шее».

## Клибанарий и катафрактарий
Также как и у катафрактариев, бронёй был защищён не только всадник, но и лошадь. Часто термины «катафрактарий» и «клибанарий» употребляются как синонимы. Однако, Питер Коннолли указывает, что «катафрактария следует отличать от клибанария, „человека-печки“, который был с головы до ног закован в сочетание пластинчатого и чешуйчатого доспеха».
Катафрактариями чаще называют наёмные парфянские кавалерийские подразделения в римской армии, а клибанариями собственно римскую или персидскую тяжёлую кавалерию.

## История
Клибанарии появились в персидской армии. Вооружение и доспехи состояли из следующего: шлем, кольчуга (закрывающая в том числе шею), нагрудник, набедренники, длинная пика контос, меч, боевой топор, колчан с двумя луками, двумя тетивами и 30 стрелами, дротики, конные доспехи. Иногда в число вооружения входили также аркан и праща. Щитов у клибанариев не было. 
Тяжёлая конница успешно применялась персами в боях против римской пехоты, и впечатлённые римляне постарались перенять опыт своих соседей и противников. Вот как описывает увиденную во время персидского похода Юлиана персидскую тяжёлую конницу римский историк Аммиан Марцеллин:

То были закованные в железо отряды; железные бляшки так тесно охватывали все члены, что связки совершенно соответствовали движениям тела, и прикрытие лица так хорошо прилегало к голове, что всё тело оказывалось закованным в железо, и попадавшие стрелы могли вонзиться только там, где через маленькие отверстия, находившиеся против глаз, можно что то видеть, или где через ноздри с трудом выходит дыхание. — Аммиан Марцеллин. Деяния, XXV, 1, 12.

## Характеристика
Впрочем, боевая эффективность клибанариев была не слишком высока. Во многом это объясняется техническими причинами. Отсутствие стремян затрудняло использование таранных ударов копьём, которые применяются при конной атаке на пеший строй. Немного эффективность натиска повышало изобретение жёсткого седла. Кроме того, производство доспехов было весьма трудоёмким и дорогостоящим, что не давало возможности увеличить численность этого рода войск. Также сказывалась неотработанность тактики применения клибанариев в бою. Питер Коннолли отмечает, что в битве у Мульвийского моста пехотинцы Константина расступились перед тяжёлой римской конницей, брошенной в бой Максенцием, заманили всадников в середину строя и попросту забили их дубинами.
Военный теоретик конца IV века Вегеций охарактеризовал римскую тяжёлую конницу так:

…Вследствие тяжёлого вооружения, которое они носят, защищены от ран, но вследствие громоздкости и веса оружия легко попадают в плен: их ловят арканами; против рассеявшихся пехотинцев в сражении они пригоднее, чем против всадников. Однако поставленные впереди легионов или смешанные с легионарной конницей, когда начинается рукопашный бой грудь с грудью, они часто прорывают ряды врагов. — Флавий Вегеций Ренат. Краткое изложение военного дела, III, 23.